# Trouble (singel Coldplay)
Trouble – ballada pop-rockowa grupy Coldplay, pochodząca z jej debiutanckiego albumu, Parachutes. Utwór był drugim w dorobku zespołu, który zdołał dotrzeć do pierwszej dziesiątki listy UK Singles Chart. Regionalne wydania dostępne były w Wielkiej Brytanii, Norwegii i Australii, z kolei wydania promo CD ukazały się w Stanach Zjednoczonych, Wielkiej Brytanii oraz na Tajwanie.
„Trouble” jest balladą, opartą przede wszystkim na dźwiękach pianina. We wrześniu 1999 roku, piosenka została wzbogacona o szybsze gitarowe riffy i agresywniejszy wokal. Wersja ta, dostępna na DVD Live 2003, była bardzo zbliżona do twórczości innego brytyjskiego zespołu, Supergrass. Częściowo przyczyniło się to do tego, że podczas finałowej sesji nagraniowej do Parachutes, tempo piosenki zostało spowolnione do obecnej formy, a sam utwór został wzbogacony o nowe gitarowe i perkusyjne elementy.

## Teledysk
Do piosenki zostały nakręcone dwa teledyski. Za reżyserię pierwszego odpowiedzialna była Sophie Muller, która wcześniej pracowała m.in. z No Doubt, Blur i Eurythmics. Wideoklip przedstawiał wokalistę grupy, Chrisa Martina, jako więźnia, który przywiązany do krzesła, samotnie siedzi w zimnie i ciemności. Pozostali członkowie zespołu ukazani są w zwolnionym tempie, gdy Jonny Buckland i Will Champion związują Guya Berrymana, a następnie przymocowują go do krzesła.
W październiku 2001 roku, Tim Hope nakręcił nową wersję wideoklipu „Trouble”, która zawierała ten sam motyw, który był zawarty w teledysku „Don’t Panic”.

## Lista utworów
1. „Trouble” – 4:30
2. „Brothers and Sisters” (nowa wersja) – 4:50
3. „Shiver” – 4:23

## Certyfikaty i sprzedaż
| Kraj                  | Certyfikat  | Sprzedaż |
| --------------------- | ----------- | -------- |
| Dania (IFPI Danmark)  | złota płyta | 45 000+  |
| Wielka Brytania (BPI) | złota płyta | 400 000+ |
| Włochy (FIMI)         | złota płyta | 25 000+  |